# 2015년 오가사와라 제도 서쪽 해역 지진
2015년 오가사와라 제도 서쪽 해역 지진(일본어: 2015年小笠原諸島西方沖地震)은 2015년 5월 30일 일본 도쿄도 오가사와라 제도 서쪽 해역에서 발생한 지진이다. 진원 깊이는 682km로 매우 깊은 심발지진이며 지반이 약한 곳에서 특별하게 강한 진동이 나오는 이상진역 현상이 관측되었다.
지진 발생 직후 나온 속보치에서는 규모 M8.5, 진원 깊이 590km로 발표되었으나 다음 날 나온 잠정치에서 규모 M8.1, 진원 깊이 682km로 수정되었다. 2016년 3월 22일 공개된 지진월보에 써진 확정치는 규모 M8.1, 진원 깊이 681km로 수정되었다. 일본 기상청에서는 1900년 발생한 규모 M8 이상 지진 중 2번째로 깊은 곳에서 일어난 지진이라고 발표했다. (첫 번째는 645km 깊이로 일어난 모멘트 규모 Mw8.0의 1970년 콜롬비아 지진이다.)

## 긴급지진속보
본진 발생 3.4초 후인 20시 24분 26.1초에 긴급지진속보(예보)가 발령되었으나 심발지진이라는 특성 상 지표상의 예상 진도를 추정하기 매우 어렵기 때문에 긴급지진속보(경보)가 발령되지 않았다. 하지만 Solive24와 같은 일부 지진 속보 프로그램은 예상 최대 진도를 진도7이라고 가정하고 긴급지진속보 경보를 발표하기도 하였다.

## 진도
일본 각지에서 진도4 이상의 진동을 느낀 지역은 다음과 같다.
| 진도 | 도도부현   | 시구정촌 |
| ---- | ---------- | --- |
| 5강  | 도쿄도     | 오가사와라촌 하하지마섬 |
| 5강  | 가나가와현 | 니노미야정 |
| 5약  | 사이타마현 | 가스카베시, 미야시로정 |
| 4    | 이바라키현 | 히타치시, 가사마시, 이바라키정, 고가시, 이시오카시, 도리데시, 가와치정, 사카이정, 반도시, 이나시키시, 지쿠세이시, 조소시, 쓰쿠바미라이시 |
| 4    | 도치기현   | 도치기시, 사노시, 노기정, 다카네자와정 |
| 4    | 군마현     | 다테바야시시, 쇼와정, 오이즈미정, 오라정 |
| 4    | 사이타마현 | 구마가야시, 교다시, 가조시, 구키시, 요시미정, 가와구치시, 소카시, 와라비시, 도다시, 시키시, 야시오시, 후지미시, 미사토시, 하스다시, 삿테시, 쓰루가시마시, 요시카와시, 이나정, 미요시정, 가와지마정, 스기토정, 마쓰부시정, 사이타마시 (오미야구, 미누마구, 주오구, 사쿠라구, 미나미구, 미도리구), 시라오카시 |
| 4    | 지바현     | 조세이촌, 시라코정, 나가라정, 지바시 (주오구, 미하마구), 이치카와시, 후나바시시, 노다시, 가시와시, 이치하라시, 나가레야마시, 우라야스시, 다테야마시, 기사라즈시, 가모가와시, 기미쓰시, 교난정, 이스미시, 미나미보소시                                                                                       |
| 4    | 도쿄도     | 지요다구, 주오구, 미나토구, 분쿄구, 스미다구, 고토구, 시나가와구, 오타구, 시부야구, 도시마구, 기타구, 아라카와구, 이타바시구, 네리마구, 아다치구, 가쓰시카구, 에도가와구, 아오가시마촌, 오가사와라촌 지치지마섬                                                                                             |
| 4    | 가나가와현 | 요코하마시 (니시구, 나카구, 호도가야구, 고호쿠구, 도쓰카구, 이즈미구), 가와사키시 가와사키구, 히라쓰카시, 후지사와시, 지가사키시, 에비나시, 아야세시, 사무카와정, 오다와라시, 아쓰기시, 오이정 |
| 4    | 야마나시현 | 오시노촌 |
| 4    | 나가노현   | 사쿠시 |
| 4    | 시즈오카현 | 이즈노쿠니시 |

장주기 지진동 경보가 발령된 지역은 다음과 같다.
| 계급  | 지역 |
| ----- | --- |
| 계급2 | 사이타마현 북부, 지바현 서북부, 도쿄도 23구, 하치조섬, 오사가와라 제도, 가나가와현 동부, 나가노현 중부 |
| 계급1 | 미야기현 북부, 아키타현 내륙남부, 야마가타현 쇼나이, 무라야마, 후쿠시마현 나카도리, 이바라키현 남부, 도치기현 남부, 군마현 북부, 남부, 사이타마현 남부, 지치부, 지바현 동북부, 남부, 도쿄도 다마 동부, 고즈시마섬, 니지마섬, 가나가와현 서부, 니가타현 주에쓰, 가에쓰, 후쿠이현 레에호쿠, 야마나시현 동부, 후지5호, 나가노현 북부, 시즈오카현 이즈, 동부, 오사카부 북부, 남부, 사가현 남부 |

## 피해
1885년 일본 기상청이 근대적 지진 관측을 시작한 이후 일본의 47개 도도부현 모든 곳에서 진도1 이상의 유감지진을 감지했다. 진원지로부터 멀리 떨어진 곳에서 장주기 지진동이 관측되었다. 규모가 큰게 영향이었던지, 가나가와현 니노미야정에서 진도 5강이 관측되었으며, 사이타마현 가스카베시와 미야시로정에서 진도 5약의 지진이 관측되었다. 이밖에도 이바라키현, 도치기현, 군마현, 사이타마현, 지바현, 도쿄도, 가나가와현, 야마나시현, 나가노현, 시즈오카현에서 진도 4가 관측되었다.
지진으로 도쿄도, 가나가와현, 사이타마현 등에서 떨어진 물건에 맞거나 화상을 입는 등으로 총 13명의 부상자가 발생했다. 도쿄 아다치구와 사이타마현 후지미노시에서는 600세대가 정전 피해를 입었다. 도쿄도 미나토구 고층빌딩에서는 지진으로 인하여 엘리베이터가 멈추면서 고층에서 사람들이 복구가 될 때까지 기다렸다. JR도쿄역에선 신칸센의 기찻길이 흐트러져 시간이 지연되고 사람들이 기다렸다.
일본 국토교통성의 집계에 따르면 일본 간토 지방에서 총 19,000대의 엘리베이터가 지진 후 긴급 정지했으며, 이 중 14대에서 이용객이 갇히는 사고가 발생했다. 갇힌 사람들은 모두 1시간 이내에 구조되었으나 이후 일본 정부는 향후 간토 지방에서 발생할 미나미칸토 직하지진에서도 엘리베이터 갇힘 사고가 다수 발생한다 예측되므로 국토교통성과 일본 엘리베이터 협회가 6월 2일 회의를 열고 복구 작업을 담당할 인력 확보와 엘리베이터 내 식수대 및 간이화장실 비축 방침에 대해 검토했다.
또한 대한민국의 전라남도에서도 지진이 관측되었으며 부산에서는 지진이 관측되지 않았으나, 지진 관련 문의가 쇄도했다고 한다. 심지어는 매우 멀리 중국 본토에서도 일부 진동을 느낀 사람들이 있었다.

## 같이 보기
- 오가사와라 제도 서쪽 해역 지진
- 2020년 오가사와라 제도 서쪽 해역 지진